# Miraj

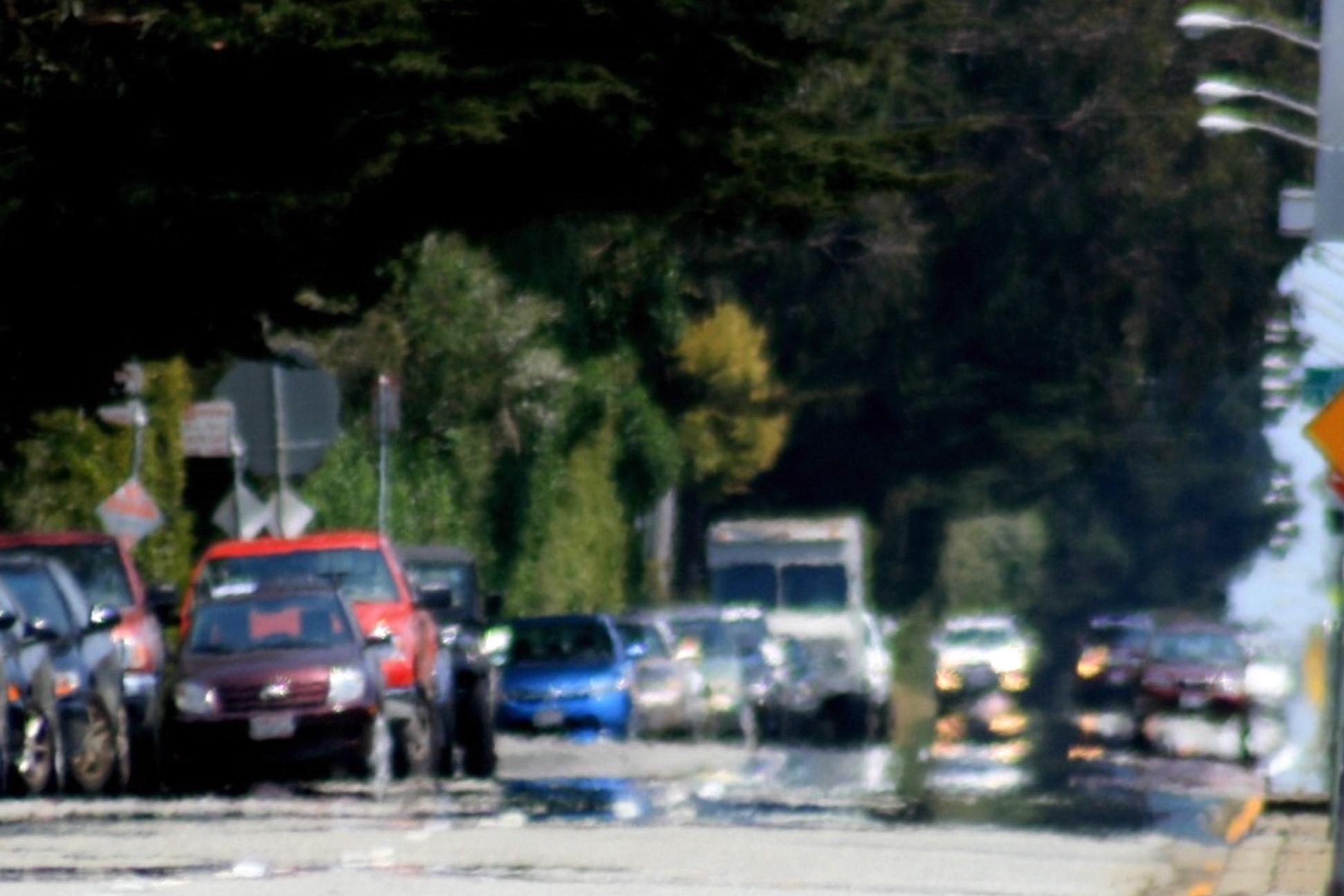
Mirajul ce apare la suprafaţa asfaltului fierbinte

Mirajul (sau Fata Morgana) este un fenomen optic datorat devierii razelor de lumină la trecerea printr-un mediu neomogen, în particular prin straturi de aer aflate la temperaturi diferite.
Fenomenul este vizibil în special deasupra întinderilor de apă, plajelor sau suprafețelor acoperite cu zăpadă și constă în apariția – datorită refracției produse de trecerea razei luminoase prin straturi atmosferice cu indici de refracție diferiți – a unor obiecte îndepărtate sub formă de imagini simple sau multiple, normale sau inversate, stabile sau tremurătoare, la scară mărită sau redusă.

## Etimologie
Cuvântul provine din francezul mirage, care la rândul său provine din latinul mirare, care înseamnă "a părea"

## Explicație științifică

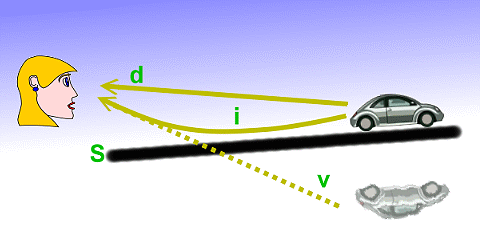
Reflexia luminii pe o suprafaţă încălzită

Densitatea aerului cald este mai mică decât a celui rece. Razele de lumină parcurg mai întâi straturile mai reci de aer, apoi vin în contact, sub un unghi de incidență relativ mic, cu păturile de aer mai calde și sunt astfel dispersate până la obținerea reflexiei totale.
Există două tipuri de miraj:
- miraj inferior: se produce atunci când aerul de la sol este mai cald, imaginea răsturnată a obiectului putând fi observată sub orizont (sub obiect) datorită refracției;
- miraj superior: se produce atunci când aerul de la sol este mai rece (în regiunile polare), imaginea răsturnată a obiectului putând fi observată, în acest caz, deasupra orizontului (obiectului).